# Кипр на «Евровидении-2011»
Кипр в 2010 году решил поменять систему отбора на Евровидение. Вместо национального финала в стране прошло шоу талантов «Performance 2010», длившееся с марта по сентябрь. Эфир финала шоу транслировался 10 сентября 2010 года из студии 3 RIK. Победителем стал Христос Милордос, его песня будет выбрана позднее. Христос Милордос представлял Кипр на Евровидении 2011 в Дюссельдорфе.

## Итог
В вокальной части финала шоу приняло участие 9 конкурсантов.
| № | Исполнитель          |
| - | -------------------- |
| 1 | Костас Иоаннидес     |
| 2 | Христос Милордос     |
| 3 | Nicole Nikolaidou    |
| 4 | Louis Panagiotou     |
| 5 | Daphne Seisou        |
| 6 | Annita Skoutela      |
| 7 | Stella Stylianou     |
| 8 | Мальвина Хараламбиди |
| 9 | Мариос Хараламбос    |